# Niccolo Fontana Tartaglia
Niccolo (pravo ime Fontana) Tartaglia (ali tudi Tartalea), italijanski matematik, fizik, inženir in geodet, * 1499 ali 1500, Brescia, Beneška republika, Italija, † 13. december 1557, Benetke.

## Življenje in delo
Svoj priimek Jecljač je dobil po govorni napaki, ki je bila posledica hudih ran iz mladosti. Kot dvanajstleten je bil leta 1511 ranjen ob vdoru Francozov. Obstaja zgodba, da se je Tartaglia od zasebnega učitelja naučil le polovico abecede, polovico pa se jo je naučil sam. Njegovo znanstveno delo vsebuje matematiko, balistiko, mehaniko in geodezijo. 
Predaval je matematiko v Brescii. Prvi je odkril, da telo, ki ga vržemo navzgor pod nekim kotom, opiše krivočrtno krivuljo (ni pa uvidel, da je ta krivulja parabola) in ima največji domet, če ga vržemo pod kotom 45°. Njegovo delo je kasneje potrdil Galilei s svojimi raziskovanji prosto padajočih teles.
12. februarja 1535 je zmagal na turnirju, ki ga je priredil matematik Fiore in rešil vseh njegovih 30 nalog. V delu General trattato di numeri et misure (1556-1560) je opisoval matematične probleme iz aritmetike in algebre. Ukvarjal se je tudi s teorijo števil. Cardano je hotel na vsak način priti do njegove metode za reševanje kubičnih enačb. Nekaj let prej je Cardano videl neobjavljeno delo Scipiona del Ferra, ki je neodvisno od Tartaglie nekaj pred svojo smrtjo prišel do splošne rešitve kubičnih enačb, oblike:
{\displaystyle x^{3}+ax=b\!\,,}
kjer sta a in b pozitivna. Tartaglia je rešitev Cardanu še jasneje razložil, toda s pogojem, da jo Cardano ohrani zase. Takrat je še
pripravljal svojo izdajo Evklidovih Elementov, ki je izšla leta 1543, pozneje pa je hotel napisati še delo, kjer bi prišlo na vrsto tudi to veliko odkritje. Cardano pa je to odkritje objavil v svojem delu in s tem dal odkritju tudi svoje ime, ki je še danes v rabi. Tartaglia se je zaradi tega zelo razburil in javno napadel Cardana osebno, kakor tudi poklicno.
Tartaglia je rešil enačbe oblike:
{\displaystyle x^{3}+ax^{2}=b\!\,}
in
{\displaystyle x^{3}+ax=b\!\,,}
za cela a in b. Njegov algoritem za reševanje kubičnih enačb je pozneje še naprej razvil Cardano. Napisal je mnogo zelo priljubljenih matematičnih
učbenikov in prevedel prva dela Arhimeda in Evklida v italijanščino.
Našel je tudi Tartagliovo enačbo za prostornino tetraedra (4-simpleksa), izraženo z razdaljami, merjenimi med njegovimi štirimi vogali:
{\displaystyle V^{2}={\frac {1}{288}}{\begin{vmatrix}0&a^{2}&b^{2}&c^{2}&1\\a^{2}&0&d^{2}&e^{2}&1\\b^{2}&c^{2}&0&f^{2}&1\\d^{2}&e^{2}&f^{2}&0&1\\1&1&1&1&0\end{vmatrix}}\!\,.}
To je posplošitev Heronove enačbe za ploščino trikotnika.

## Dela
- Nova scientia (1537),
- General trattato de' numeri e misure (3 knjige, Benetke 1556-1560),
- Quesiti et inventioni diverse de Nicolo Tartalea (Benetke 1546, 1554, 1556).